# Andreas Mihavecz
Andreas Mihavecz (ur. ?) – Austriak z Bregencji, który przeżył 18 dni bez przyjmowania jakichkolwiek pokarmów bądź wody, ustanawiając tym samym rekord świata. Jego doświadczenie udokumentowano w Księdze rekordów Guinnessa.
1 kwietnia 1979 roku osiemnastoletni wówczas mężczyzna trafił do aresztu w Höchst jako pasażer rozbitego w wypadku samochodu. Trafił pod opiekę trzech policjantów: Markusa Webera, Heinza Cehetera i Erwina Schneidera, którzy całkowicie o nim zapomnieli – każdy z nich sądził, że to pozostali dwaj koledzy zajęli się już wypuszczeniem chłopaka na wolność. Ignorowali również pytania jego zaniepokojonej matki, która nie wiedziała, co stało się z jej synem.
Mihavecz przeżył dzięki zlizywaniu wilgoci ze ścian. Cela, w której został zamknięty, znajdowała się w podziemiach, więc nikt nie mógł usłyszeć jego krzyków. W efekcie odnaleziono go dopiero 19 kwietnia, bliskiego śmierci. Po osiemnastu dniach bez dostępu do jedzenia i wody stracił na wadze 24 kilogramy. Powrót do zdrowia zajął mu parę tygodni.
Sprawa zakończyła się procesem sądowym, w którym pozwani policjanci oskarżali się nawzajem. Ostatecznie nałożono na nich karę pieniężną w wysokości 4 tysięcy marek niemieckich, gdyż nie było jednoznacznego dowodu na zbrodnicze zaniedbanie i nie udało się wskazać głównego winowajcy. Jednakże dwa lata później sąd cywilny przyznał Mihaveczowi 250 tysięcy szylingów austriackich (około 19 tysięcy euro) odszkodowania.